# Argynnis amasia
Argynnis amasia är en fjärilsart som beskrevs av Johann Wilhelm Meigen 1829. Argynnis amasia ingår i släktet Argynnis och familjen praktfjärilar. Inga underarter finns listade i Catalogue of Life.